# Ann-Charlotte Andersson
Ann-Charlotte Andersson, född 6 juli 1951 i Stockholm, är en svensk docent vid Lunds tekniska högskola.
Hon tog sin civilingenjörsexamen vid Lunds Tekniska Högskola 1974, och blev sedan teknisk doktor 1979 samt docent i byggnadsfysik 1982. Hon var assistent vid institutionen för byggnadsteknik 1974–1979, och universitetslektor 1979–1984. 1984 blev hon systemingenjör.
1979 skrev hon sin doktorsavhandling om Invändig tilläggsisolering: köldbryggor, fukt, rörelser och beständighet.
Hon är dotter till direktör Åke Andersson och Gun-Charlott, född Rosengren. Hon gifte sig 1979 med civilingenjör Krister Olsson, född 1948.